# Hunter (canción de Dido)
«Hunter» es una canción de la intérprete británica Dido perteneciente a su álbum debut No Angel. Fue lanzado como el tercer sencillo del álbum alcanzado el top 20 en el UK Singles Chart del Reino Unido mientras que en Grecia y Portugal alcanzó el top 5.

## Lista de canciones

### CD 1
1. «Hunter» (Álbum versión) (3:56)
2. «Hunter» (MJ Cole Remix) (6:09)
3. «Take My Hand» (Rollo & Sister Bliss Remix) (8:03)

### CD 2
1. «Hunter» (Álbum versión) (3:56)
2. «Hunter» (FK-EK Vocal Mix) (7:02)
3. «Take My Hand» (Brothers in Rhythm Remix)

## Posicionamiento
| Listas (2001)                                    | Posición |
| ------------------------------------------------ | -------- |
| Australia ARIA Chart                             | 21       |
| Países Bajos Dutch Top 40                        | 47       |
| Francia Francia Singles Chart                    | 37       |
| Nueva Zelanda (New Zealand Singles Chart)        | 18       |
| RusiaRusia Singles Chart                         | 2        |
| España Spain Singles Chart                       | 13       |
| Suiza Suiza Singles Chart                        | 32       |
| Reino Unido UK Singles Chart                     | 17       |
| Estados Unidos Billboard Hot Dance Club Play     | 5        |
| Estados Unidos Billboard Hot Adult Top 40 Tracks | 9        |